# How Could an Angel Break My Heart
How Could an Angel Break My Heart är den fjärde och sista singeln från Toni Braxtons album Secrets. Balladen skrevs av Braxton och Babyface samt producerades av Babyface. Vid releasen av singeln hade Secrets uppnått åttafaldig platina-status av RIAA.
Det faktum att sången aldrig tog sin in på Billboard Hot 100 eller Hot R&B/Hip-Hop Songs chart var överraskande för fans som såväl observatörer. 

## Musikvideo
Musikvideon regisserades av Iain Softley och baserades på sångens låttext om Braxton och hennes älskare som lämnar Toni för en annan kvinna.

## Format och innehållsförteckningar
Storbritannien CD 1 och europeisk CD singel
1. "How Could an Angel Break My Heart" (Album Version) – 4:20
2. "How Could an Angel Break My Heart" (Remix Version featuring Babyface) – 4:21
3. "How Could an Angel Break My Heart" (Album Instrumental) – 4:21
4. "How Could an Angel Break My Heart" (Remix Instrumental) – 4:21

OBS: Denna singelskiva innehåller ett produktionsfel.
Storbritannien CD 2
1. "How Could an Angel Break My Heart" – 4:20
2. "Breathe Again" – 4:29
3. "Another Sad Love Song" – 5:01
4. "Love Shoulda Brought You Home" – 4:56

## Listor
| Lista (1997)                     | Topplacering |
| -------------------------------- | ------------ |
| Australian Singles Chart         | 87           |
| Belgian Singles Chart (Flanders) | 50           |
| European Hot 100 Singles         | 83           |
| Irish Singles Chart              | 16           |
| UK Singles Chart                 | 22           |
| US Billboard Adult Contemporary  | 12           |
| Lista (1998)                     | Topplacering |
| Nederlandse Top 40               | 36           |